# Karanfil
Karanfil (klinčić, garoful; lat. Dianthus), veliki biljni rod iz porodice klinčićevki s trenutno 338 priznatih vrsta. Karanfili su rod s jednim od najviše uzgajanih ukrasnih biljaka zbog svojih mirisnih i živo obojenih cvjetova koji stoje pojedinačno ili u cvatovima. Rodu pripada jednogodišnje i dvogodišnje raslinje, trajnice i polugrmovi.
Od vrsta koje rastu u Hrvatskoj poznate su čuperkasti karanfil (D. armeria), bradati (dlakavi) ili turski karanfil (D. barbatus), kartuzijanski karanfil (D. carthusianorum), vrtni karanfil (D. caryophyllus), trepavičavi karanfil (D. ciliatus), klinčac štitkasti (D. collinus), deltoidni karanfil ili šareni klinčić (D. deltoides), cjeloviti karanfil (D. integer), tzv. jabučki klinčić, stjenoviti karanfil (D. petraeus), klinčac šiljastolistni (D. serotinus), planinski karanfil (D. sternbergii), divotnik (D. superbus), šumski karanfil (D. sylvestris), tzv. velebitski karanfil (Dianthus velebiticus) u stvari je D. carthusianorum, zelenkasti karanfil (D. viridescens) i još neki s nezabilježenim narodnim imenima.
Velezia rigida L. ili hrvatski kruta velezija, sinonim je za Dianthus nudiflorus.

## Vrste
1. Dianthus acantholimonoides Schischk.
2. Dianthus acicularis Fisch. ex Ledeb.
3. Dianthus acrochlonis Stapf
4. Dianthus aculeatus Hamzaoglu
5. Dianthus afghanicus Rech.f.
6. Dianthus agrostolepis Rech.f.
7. Dianthus akdaghensis Gemici & Leblebici
8. Dianthus albens Aiton
9. Dianthus algetanus Graells ex F.N.Williams
10. Dianthus alpinus L.
11. Dianthus altaicus L.X.Dong & Chang Y.Yang
12. Dianthus anatolicus Boiss.
13. Dianthus ancyrensis Hausskn. & Bornm.
14. Dianthus andronakii Woronow ex Schischk.
15. Dianthus androsaceus (Boiss. & Heldr.) Hayek
16. Dianthus angolensis Hiern ex F.N.Williams
17. Dianthus angrenicus Vved.
18. Dianthus angulatus Royle
19. Dianthus anticarius Boiss. & Reut.
20. Dianthus arenarius L.
21. Dianthus armeria L.
22. Dianthus arpadianus Ade & Bornm.
23. Dianthus arrostii C.Presl
24. Dianthus × artignanii Sennen
25. Dianthus aticii Hamzaoglu
26. Dianthus atlanticus Pomel
27. Dianthus atschurensis Sosn.
28. Dianthus austroiranicus Lemperg
29. Dianthus awaricus Kharadze
30. Dianthus aydogdui Menemen & Hamzaoglu
31. Dianthus aytachii C.Vural
32. Dianthus balansae Boiss.
33. Dianthus balbisii Ser.
34. Dianthus barbatus L.
35. Dianthus basianicus Boiss. & Hausskn.
36. Dianthus basuticus Burtt Davy
37. Dianthus benearnensis Loret
38. Dianthus bessarabicus (Kleopow) Klokov
39. Dianthus bicolor Adams
40. Dianthus biflorus Sm.
41. Dianthus bolusii Burtt Davy
42. Dianthus borbasii Vandas
43. Dianthus borbonicus Brullo, C.Brullo, Colombo, Giusso, Ilardi & R.Perrone
44. Dianthus brachycalyx A.Huet & É.Huet ex Bacch., Brullo, Casti & Giusso
45. Dianthus brevicaulis Fenzl
46. Dianthus brevipetalus Vved.
47. Dianthus broteri Boiss. & Reut.
48. Dianthus brutius Brullo, Scelsi & Spamp.
49. Dianthus burchellii Ser.
50. Dianthus burdurensis Hamzaoglu & Koç
51. Dianthus busambrae Soldano & F.Conti
52. Dianthus cachemiricus Edgew. & Hook.f.
53. Dianthus caespitosus Thunb.
54. Dianthus callizonus Schott & Kotschy
55. Dianthus campestris M.Bieb.
56. Dianthus candicus (P.W.Ball & Heywood) Madhani & Heubl
57. Dianthus canescens K.Koch
58. Dianthus capitatus J.St.-Hil.
59. Dianthus carbonatus Klokov
60. Dianthus carmelitarum Reut. ex Boiss.
61. Dianthus carthusianorum L.
62. Dianthus caryophyllus L.
63. Dianthus caucaseus Sims
64. Dianthus charadzeae Gagnidze & Gvin.
65. Dianthus charidemi Pau
66. Dianthus chimanimaniensis S.S.Hooper
67. Dianthus chinensis L.
68. Dianthus chouardii Dobignard
69. Dianthus cibrarius Clementi
70. Dianthus ciliatus Guss.
71. Dianthus × cincinnatus Lem.
72. Dianthus cinnamomeus Sm.
73. Dianthus cintranus Boiss. & Reut.
74. Dianthus collinus Waldst. & Kit.
75. Dianthus corymbosus Sm.
76. Dianthus costae Willk.
77. Dianthus × courtoisii Rchb.
78. Dianthus crenatus Thunb.
79. Dianthus cretaceus Adams
80. Dianthus cribrarius Clementi
81. Dianthus crinitus Sm.
82. Dianthus crossopetalus (Fenzl ex Boiss.) Grossh.
83. Dianthus cruentus Griseb.
84. Dianthus cyathophorus Moris
85. Dianthus cyprius A.K.Jacks. & Turrill
86. Dianthus cyri Fisch. & C.A.Mey.
87. Dianthus daghestanicus Kharadze
88. Dianthus deltoides L.
89. Dianthus denaicus Assadi
90. Dianthus deserti Kotschy
91. Dianthus desideratus Strid
92. Dianthus diffusus Sm.
93. Dianthus dilepis Rech.f.
94. Dianthus diversifolius Assadi
95. Dianthus × dufftii Hausskn. ex Asch.
96. Dianthus edetanus (M.B.Crespo & Mateo) M.B.Crespo & Mateo
97. Dianthus elatus Bunge
98. Dianthus elbrusensis Kharadze
99. Dianthus eldivenus Czeczott
100. Dianthus elegans d'Urv.
101. Dianthus engleri Hausskn. & Bornm.
102. Dianthus eretmopetalus Stapf
103. Dianthus ernesti-mayeri Micevski & Matevski
104. Dianthus erythrocoleus Boiss.
105. Dianthus eugeniae Kleopow
106. Dianthus excelsus S.S.Hooper
107. Dianthus falconeri Edgew. & Hook.f.
108. Dianthus × fallens Timb.-Lagr.
109. Dianthus ferrugineus Mill.
110. Dianthus floribundus Boiss.
111. Dianthus formanekii Borbás ex Formánek
112. Dianthus fragrans M.Bieb.
113. Dianthus freynii Vandas
114. Dianthus fruticosus L.
115. Dianthus furcatus Balb.
116. Dianthus gabrielianae Nersesian
117. Dianthus gasparrinii Guss.
118. Dianthus genargenteus Bacch., Brullo, Casti & Giusso
119. Dianthus giganteiformis Borbás
120. Dianthus giganteus d'Urv.
121. Dianthus glacialis Haenke
122. Dianthus glutinosus Boiss. & Heldr.
123. Dianthus goekayi Kaynak, Yilmaz & Daskin
124. Dianthus goerkii Hartvig & Å.Strid
125. Dianthus gracilis Sm.
126. Dianthus graminifolius C.Presl
127. Dianthus graniticus Jord.
128. Dianthus gratianopolitanus Vill.
129. Dianthus grossheimii Schischk.
130. Dianthus guessfeldtianus Muschl.
131. Dianthus guliae Janka
132. Dianthus guttatus M.Bieb.
133. Dianthus gyspergerae Rouy
134. Dianthus haematocalyx Boiss. & Heldr.
135. Dianthus hafezii Assadi
136. Dianthus halisdemirii Hamzaoglu & Koç
137. Dianthus harrissii Rech.f.
138. Dianthus helenae Vved.
139. Dianthus × hellwigii Borbás ex Celak.
140. Dianthus × helveticorum M.Laínz
141. Dianthus henteri Heuff. ex Griseb. & Schenk
142. Dianthus holopetalus Turcz.
143. Dianthus humilis Willd. ex Ledeb.
144. Dianthus hymenolepis Boiss.
145. Dianthus hypanicus Andrz.
146. Dianthus hyrcanicus Rech.f.
147. Dianthus hyssopifolius L.
148. Dianthus ichnusae Bacch., Brullo, Casti & Giusso
149. Dianthus imereticus (Rupr.) Schischk.
150. Dianthus inamoenus Schischk.
151. Dianthus ingoldbyi Turrill
152. Dianthus insularis Bacch., Brullo, Casti & Giusso
153. Dianthus integer Vis.
154. Dianthus jacobsii Rech.f.
155. Dianthus jacquemontii Edgew. & Hook.f.
156. Dianthus × jaczonis Asch.
157. Dianthus japigicus Bianco & S.Brullo
158. Dianthus japonicus Thunb.
159. Dianthus jaroslavii Galushko
160. Dianthus × javorkae Kárpáti
161. Dianthus juniperinus Sm.
162. Dianthus juzeptchukii M.L.Kuzmina
163. Dianthus kapinaensis Markgr. & Lindtner
164. Dianthus karami (Boiss.) Mouterde
165. Dianthus karataviensis Pavlov
166. Dianthus kastembeluensis Freyn & Sint.
167. Dianthus khamiesbergensis Sond.
168. Dianthus kirghizicus Schischk.
169. Dianthus kiusianus Makino
170. Dianthus klokovii Knjasev
171. Dianthus knappii (Pant.) Asch. & Kanitz ex Borbás
172. Dianthus koreanus D.C.Son & K.H.Lee
173. Dianthus kremeri Boiss. & Reut.
174. Dianthus kubanensis Schischk.
175. Dianthus kuschakewiczii Regel & Schmalh.
176. Dianthus kusnezowii Marcow.
177. Dianthus lactiflorus Fenzl
178. Dianthus laingsburgensis S.S.Hooper
179. Dianthus lanceolatus Steven ex Rchb.
180. Dianthus langeanus Willk.
181. Dianthus laricifolius Boiss. & Reut.
182. Dianthus leptoloma Steud. ex A.Rich.
183. Dianthus leptopetalus Willd.
184. Dianthus leucophaeus Sm.
185. Dianthus leucophoeniceus Dörfl. & Hayek
186. Dianthus libanotis Labill.
187. Dianthus lindbergii Riedl
188. Dianthus longicalyx Miq.
189. Dianthus longicaulis Ten.
190. Dianthus longiglumis Delile
191. Dianthus longivaginatus Rech.f.
192. Dianthus × lorberi Kubát & Abtová
193. Dianthus × lucae Asch.
194. Dianthus lusitanus Brot.
195. Dianthus lydus Boiss.
196. Dianthus macranthoides Hausskn. ex Bornm.
197. Dianthus macranthus Boiss.
198. Dianthus macroflorus Hamzaoglu
199. Dianthus mainensis Shaulo & Erst
200. Dianthus marschallii Schischk.
201. Dianthus martuniensis M.L.Kuzmina
202. Dianthus masmenaeus Boiss.
203. Dianthus mazanderanicus Rech.f.
204. Dianthus × melandrioides Pau
205. Dianthus membranaceus Borbás
206. Dianthus mercurii Heldr.
207. Dianthus micranthus Boiss. & Heldr.
208. Dianthus microlepis Boiss.
209. Dianthus micropetalus Ser.
210. Dianthus moesiacus Vis. & Pancic
211. Dianthus monadelphus Vent.
212. Dianthus morisianus Vals.
213. Dianthus mossanus Bacch. & Brullo
214. Dianthus moviensis F.N.Williams
215. Dianthus multiceps Costa ex Willk.
216. Dianthus multiflorus Deniz & Aykurt
217. Dianthus multisquamatus F.N.Williams
218. Dianthus multisquameus Bondarenko & R.M.Vinogr.
219. Dianthus muschianus Kotschy ex Boiss.
220. Dianthus myrtinervius Griseb.
221. Dianthus namaensis Schinz
222. Dianthus nangarharicus Rech.f.
223. Dianthus nanshanicus Chang Y.Yang & L.X.Dong
224. Dianthus nardiformis Janka
225. Dianthus nihatii Güner
226. Dianthus nitidus Waldst. & Kit.
227. Dianthus nodosus Tausch
228. Dianthus nudiflorus Griff.
229. Dianthus oliastrae Bacch., Brullo, Casti & Giusso
230. Dianthus orientalis Adams
231. Dianthus oschtenicus Galushko
232. Dianthus paghmanicus Rech.f.
233. Dianthus palinensis S.S.Ying
234. Dianthus pallens M.Bieb.
235. Dianthus pamiralaicus Lincz.
236. Dianthus pancicii Velen.
237. Dianthus × paradoxus Rouy & Foucaud
238. Dianthus patentisquameus Bondarenko & R.M.Vinogr.
239. Dianthus pavlovii Lazkov
240. Dianthus pavonius Tausch
241. Dianthus pelviformis Heuff.
242. Dianthus pendulus Boiss. & Blanche
243. Dianthus persicus Hausskn.
244. Dianthus petraeus Waldst. & Kit.
245. Dianthus pinifolius Sm.
246. Dianthus plumarius L.
247. Dianthus plumbeus Schischk.
248. Dianthus polylepis Bien. ex Boiss.
249. Dianthus polymorphus M.Bieb.
250. Dianthus praecox Willd. ex Spreng.
251. Dianthus pratensis M.Bieb.
252. Dianthus pseudarmeria M.Bieb.
253. Dianthus pseudocrinitus Behrooz. & Joharchi
254. Dianthus pungens L.
255. Dianthus purpureimaculatus Podlech
256. Dianthus pygmaeus Hayata
257. Dianthus pyrenaicus Pourr.
258. Dianthus ramosissimus Pall. ex Poir.
259. Dianthus recognitus Schischk.
260. Dianthus recticaulis Ledeb.
261. Dianthus repens Willd.
262. Dianthus rigidus M.Bieb.
263. Dianthus robustus Boiss. & Kotschy
264. Dianthus roseoluteus Velen.
265. Dianthus rudbaricus Assadi
266. Dianthus rupicola Biv.
267. Dianthus ruprechtii Schischk. ex Grossh.
268. Dianthus sachalinensis Barkalov & Prob.
269. Dianthus saetabensis Rouy
270. Dianthus sahandicus Assadi
271. Dianthus sancarii Hamzaoglu & Koç
272. Dianthus sardous Bacch., Brullo, Casti & Giusso
273. Dianthus × saxatilis F.W.Schmidt
274. Dianthus scaber Chaix
275. Dianthus scardicus Wettst.
276. Dianthus schemachensis Schischk.
277. Dianthus seguieri Vill.
278. Dianthus seidlitzii Boiss.
279. Dianthus seravschanicus Schischk.
280. Dianthus serotinus Waldst. & Kit.
281. Dianthus serpentinus Hamzaoglu
282. Dianthus serratifolius Sm.
283. Dianthus serrulatus Desf.
284. Dianthus sessiliflorus Boiss.
285. Dianthus setisquameus Hausskn. & Bornm.
286. Dianthus shinanensis (Yatabe) Makino
287. Dianthus siculus C.Presl
288. Dianthus simulans Stoj. & Stef. ex Stef. & Jordanov
289. Dianthus sinaicus Boiss.
290. Dianthus siphonocalyx Blakelock
291. Dianthus somanus Oskay
292. Dianthus sphacioticus Boiss. & Heldr.
293. Dianthus spiculifolius Schur
294. Dianthus squarrosus M.Bieb.
295. Dianthus stamatiadae Rech.f.
296. Dianthus stapfii Lemperg
297. Dianthus stellaris Camarda
298. Dianthus stenocephalus Boiss.
299. Dianthus stenopetalus Griseb.
300. Dianthus stepanovae Barkalov & Prob.
301. Dianthus sternbergii Sieber ex Capelli
302. Dianthus stramineus Boiss. & Heldr.
303. Dianthus stribrnyi Velen.
304. Dianthus strictus Banks ex Sol.
305. Dianthus strymonis Rech.f.
306. Dianthus subacaulis Vill.
307. Dianthus subaphyllus (Lemperg) Rech.f.
308. Dianthus × subfissus Rouy & Foucaud
309. Dianthus subscabridus Lincz.
310. Dianthus subulosus Conrath & Freyn
311. Dianthus superbus L.
312. Dianthus sylvestris Wulfen
313. Dianthus szowitisianus Boiss.
314. Dianthus takhtajanii Nersesian
315. Dianthus talyschensis Boiss. & Buhse
316. Dianthus tarentinus Lacaita
317. Dianthus tenuiflorus Griseb.
318. Dianthus thunbergii S.S.Hooper
319. Dianthus tichomirovii Devyatov, Taisumov & Teimurov
320. Dianthus tlaratensis Husseinov
321. Dianthus toletanus Boiss. & Reut.
322. Dianthus transcaucasicus Schischk.
323. Dianthus transvaalensis Burtt Davy
324. Dianthus trifasciculatus Kit. ex Schult.
325. Dianthus tripunctatus Sm.
326. Dianthus tymphresteus (Boiss. & Spruner) Heldr. & Sart. ex Boiss.
327. Dianthus ucarii Hamzaoglu & Koç
328. Dianthus ugamicus Vved.
329. Dianthus uniflorus Forssk.
330. Dianthus uralensis Korsh.
331. Dianthus urumoffii Stoj. & Acht.
332. Dianthus uzbekistanicus Lincz.
333. Dianthus vanensis Behçet & Ilçim
334. Dianthus varankii Hamzaoglu & Koç
335. Dianthus vigoi M.Laínz
336. Dianthus virgatus Pasq.
337. Dianthus viridescens Clementi
338. Dianthus viscidus Bory & Chaub.
339. Dianthus vladimirii Galushko
340. Dianthus volgicus Juz.
341. Dianthus vulturius Guss. & Ten.
342. Dianthus × warionii Bucq. & Timb.-Lagr.
343. Dianthus webbianus Parl. ex Vis.
344. Dianthus woroschilovii Barkalov & Prob.
345. Dianthus xylorrhizus Boiss. & Heldr.
346. Dianthus zangezuricus Nersesian
347. Dianthus zederbaueri Vierh.
348. Dianthus zeyheri Sond.
349. Dianthus zonatus Fenzl